# Ungleichung von Lebesgue
Die Ungleichung von Lebesgue, oder auch Lemma von Lebesgue, ist eine wichtige Anwendung im mathematischen Bereich der Approximationstheorie. Sie liefert eine Schranke für den Projektionsfehler, indem der Approximationsfehler durch einen linearen Unterraum basierend auf einer linearen Projektion im Verhältnis zum optimalen Fehler sowie zur Operatornorm der Projektion kontrolliert wird.

## Aussage
Sei {\displaystyle (V,\|\cdot \|)} ein normierter Vektorraum, {\displaystyle U} ein Unterraum von {\displaystyle V} und {\displaystyle P:V\to U} eine lineare Projektion, dann gilt für jedes {\displaystyle v} in {\displaystyle V}:
{\displaystyle \|v-Pv\|\leq (1+\|P\|)\inf _{u\in U}\|v-u\|,}
wobei {\displaystyle \inf _{u\in U}\|v-u\|} der Fehler der Approximation von {\displaystyle v} durch {\displaystyle U} ist.

## Beweisskizze
Der Beweis erfolgt über die Anwendung der Dreiecksungleichung. Für jedes {\displaystyle u} in {\displaystyle U} ergibt sich durch Umformen {\displaystyle v-Pv=(v-u)+(u-Pu)+P(u-v)}, dass
{\displaystyle \|v-Pv\|\leq \|v-u\|+\|u-Pu\|+\|P(u-v)\|\leq (1+\|P\|)\|u-v\|},
wobei die hintere Ungleichung die Tatsache, dass {\displaystyle u=Pu} gilt, nutzt, sowie die Definition der Operatornorm {\displaystyle \|P\|}.